# روبرت إي. دولان
روبرت إي. دولان (بالإنجليزية: Robert E. Dolan)‏ هو منتج أفلام وملحن أمريكي، ولد في 3 أغسطس 1908 في هارتفورد في الولايات المتحدة، وتوفي في 26 سبتمبر 1972 في وست وود في الولايات المتحدة.

## وصلات خارجية
- روبرت إي. دولان على موقع IMDb (الإنجليزية)
- روبرت إي. دولان على موقع ألو سيني (الفرنسية)
- روبرت إي. دولان على موقع ميوزك برينز (الإنجليزية)
- روبرت إي. دولان على موقع ميوزك برينز (الإنجليزية)
- روبرت إي. دولان على موقع أول موفي (الإنجليزية)
- روبرت إي. دولان على موقع قاعدة بيانات برودواي على الإنترنت (الإنجليزية)
- روبرت إي. دولان على موقع قاعدة بيانات الأفلام السويدية (السويدية)
- روبرت إي. دولان على موقع ديسكوغز (الإنجليزية)
- روبرت إي. دولان على موقع قاعدة بيانات الفيلم (الإنجليزية)
- روبرت إي. دولان على موقع كينوبويسك (الروسية)